# دختر روستایی
دختر روستایی (به انگلیسی: The Country Girl) نام فیلم درامی است که در سال ۱۹۵۴ به کارگردانی جرج سیتون و بر پایهٔ نمایش‌نامه‌ای با همین نام اثرِ کلیفورد اودتز ساخته شد.
گریس کلی موفق شد برای بازی در این فیلم جایزه اسکار بهترین بازیگر نقش اول زن را از آنِ خود کند. دختر روستایی همچنین توانست برای جرج سیتون جایزه اسکار بهترین فیلم‌نامه اقتباسی را به ارمغان آورد.

## خلاصهٔ داستان
بازیگر مردِ معتاد به الکل باید از آخرین فرصتش برای نگه داشتن شغلش استفاده کند...